# ハリコンドリテス
ハリコンドリテス (Halichondrites) は、カンブリア紀に生息していた海綿動物の一種。
澄江動物群の一つである。
スポンジ状の本体から無数のかたいトゲが突きでている。全長は10cmほど。